# Сірімаво Бандаранаїке
Сіріма́во Бандаранаї́ке, до шлюбу Ратвет (синг. සිරිමාවෝ රත්වත්තේ ඩයස් බණ්ඩාරනායක; нар. 17 квітня 1916 — пом. 10 жовтня 2000) — ланкійська політична діячка та дипломатка. Перша у світі жінка прем'єр-міністерка (1960—1965 і 1970—1977 р). Під її керівництвом була створена нова конституція 1972 року. Звільнена з парламенту в 1980 році за зловживання владою.
Була одружена з Соломоном Бандаранаїке.